# Юсуф V (емір Гранади)
Абу'л-Хаджадж Юсуф V ібн Ахмад ібн Мухаммад (араб. يوسف بن أحمد بن محمد; д/н — 1463) — 18-й емір Гранадського емірату в 1445—1446 і 1462 роках. У християн відомий як Абенісмаїл.

## Життєпис
Походив з династії Насрідів. Онук Юсуфа II, еміра Гранади, і син Ахмада ібн Юсуфа. Про дату народження та молоді роки нічого невідомо, окрім того що мешкав в Кордові, яка належала кастильському королю.
У 1445 році скористався поновлення боротьби за владу, виступивши проти стриєчного брата Мухаммада X. Юсуфа підтримали могутні рід Бану-Саррай і Кастильське королівство. Зрештою вже у 1445 році Юсуф зумів захопити трон Гранади. Втім його становище було непевним, оскільки за владу продовжив боротьбу ще один колишній емір — Мухаммад IX. Зрештою Юсуф V панував лише півроку, після чого був повалений Мухаммадом X. після цього втік до Кастилії.
У 1462 році з початком боротьби між еміром Саїдом I та кланом Бану-Саррай, останній знову підтримали Юсуфа, який на нетривалий час повернув собі владу. Проте вже того ж року знову був повалений, потрапив у полон. Помер 1463 року в ув'язненні.